# 伊勢市立五十鈴中学校
伊勢市立五十鈴中学校（いせしりついすずちゅうがっこう）は、三重県伊勢市中村町にある公立中学校。学校の略称は「五十鈴」、「五十中」（いすちゅう）、など。

## 概要
- 校地面積 23,261m2
- 構成
  - 校舎 鉄筋コンクリート造り3階建て 延べ床面積：5,789.62m2[1]
  - 運動場 12,800m2
  - 体育館 1,330m2

## 沿革

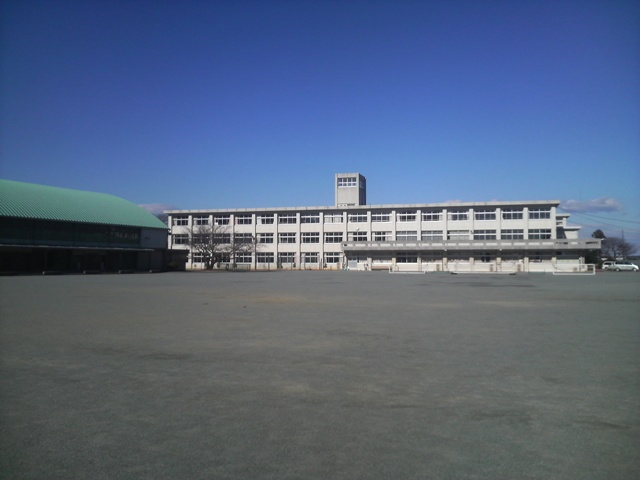
旧校舎（2008年12月撮影）

- - 4月1日 - 伊勢市立倉田山中学校から分離し、伊勢市立五十鈴中学校が創立する。
  - 4月25日 - 新校舎に移転する[2]。（創立記念日）
  - 10月24日 - 校歌を制定する。
- 1971年7月7日 - プールが落成する[3]。
- 1973年3月10日 - 体育館が落成する[4]。
- 1983年5月 - 校訓を『自ら学び、自ら修める』とする。
- 1996年10月 - 合唱部が、第49回全日本合唱コンクール全国大会(京都コンサートホール)において中学校混声部門金賞及び部門内最高賞である文部大臣奨励賞を受賞。　(演奏曲　R,Murray Schafer作曲　Epitaph for Moonlight　全曲図形楽譜による前衛作品。金属打楽器によるアドリブをも試された。)
- 2005年4月1日 - 3学期制から2学期制に移行する。
- 2009年
  - 10月6日 - 新校舎の建築工事を開始する[5]。
  - 10月29日 - 新校舎の起工式を挙行する[6]。

- 2010年
  - 9月30日 - 新校舎が完成する[5]。

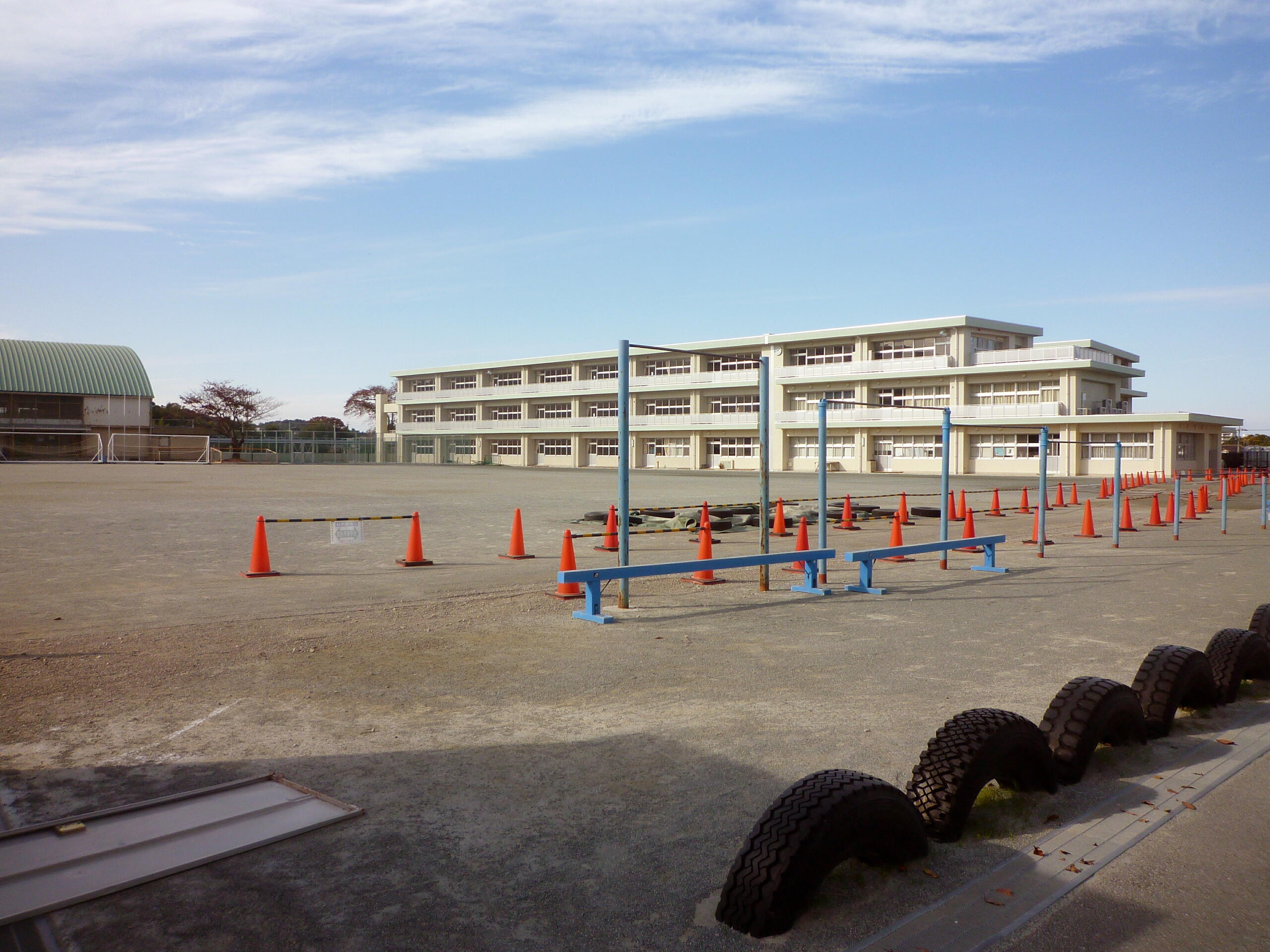
2010年11月撮影

  - 10月7日 - 新校舎の完成式を挙行する[7][5]。
  - 10月12日 - 新校舎の利用を開始する[1][7][5]。

## 通学区
進修小学校区
- 宇治館町
- 宇治今在家町
- 宇治中之切町
- 宇治浦田・宇治浦田町
- 中村町の一部[8]
- 勢田町の一部

修道小学校区
- 桜木町
- 中之町
- 古市町
- 久世戸町
- 倭町[9]
- 勢田町の一部[9]
- 楠部町の一部[9]
- 中村町の一部[8]

四郷小学校 区
- 一宇田町
- 朝熊町
- 中村町の一部[8]
- 楠部町の一部[9]
- 鹿海町の一部

## 周辺
- 伊勢市立進修小学校
- 月讀宮

## 交通アクセス

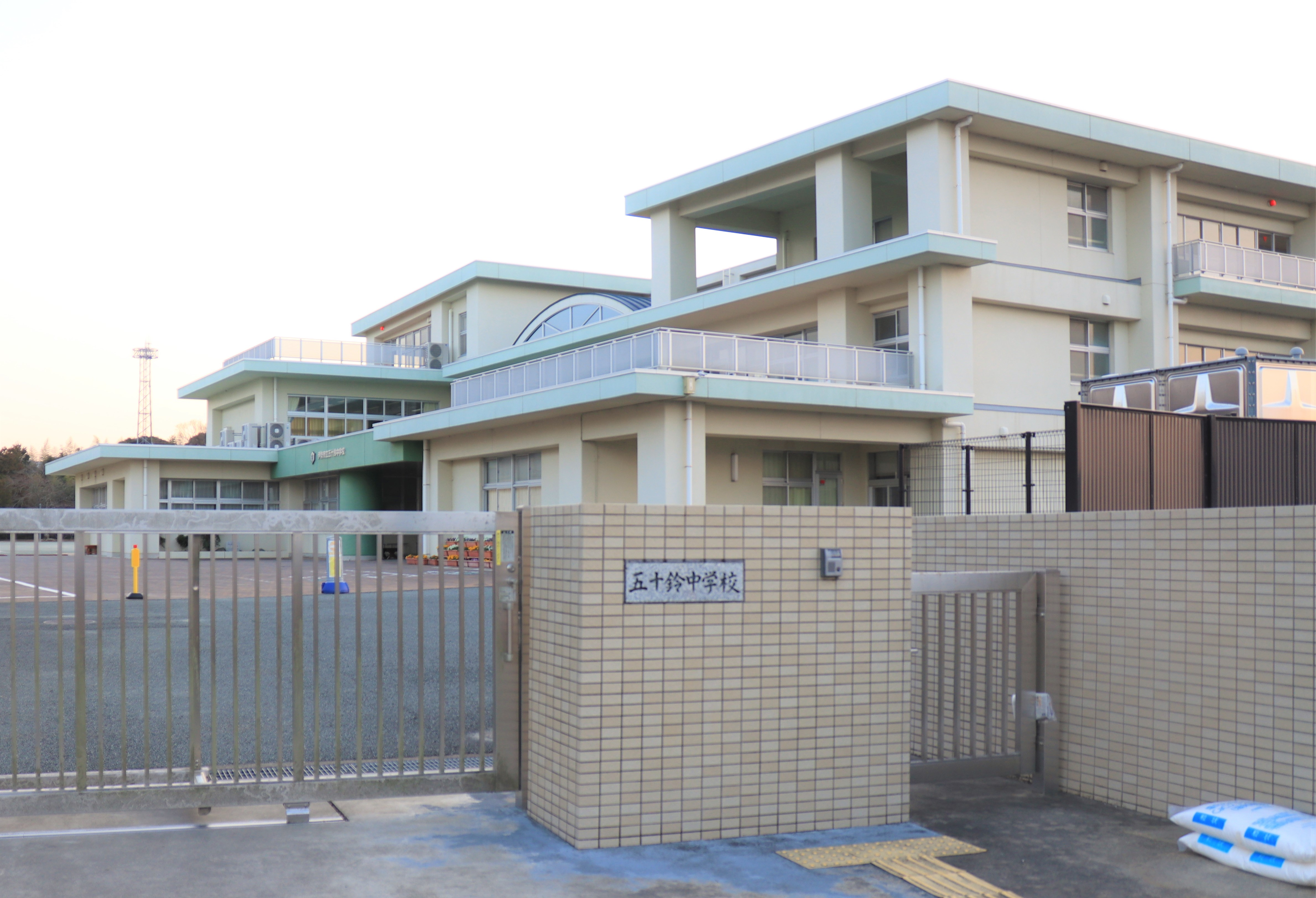
正門

- 近鉄 鳥羽線 五十鈴川駅下車、徒歩約15分
- 三重交通バス 伊勢市駅または宇治山田駅より「徴古館経由 内宮前」行き乗車、「中村町」停留所下車、徒歩約10分

## 著名な卒業生
- ユッコ・ミラー - ジャズ・サクソフォーン奏者、作曲家[10][11][12]
- 笙野頼子 - 小説家[13]
- 森下俊 - Jリーグ選手[14]、在学中（2001年、3年生時）にU-15日本代表フランス遠征メンバーに選出される[15]。
- 中井大介 - プロ野球選手[16]
- 世古和 - 陸上競技選手[17]